# Feldbahn Tryńcza
| Nachschubtransportzug am Feldbahnhof Tryńcza, Mai 1915 Feldküche auf einem Feldbahnwagen im Feldbahnhof Tryńcza  |           |                                     |                                     |
| Spurweite: | unbekannt |                                     |                                     |
| |           |                                     |                                     |
| \| \| \| Bahnstrecke Nr. 68 Lublin–Przeworsk \| \| \| \| Feldbahnhof Tryńcza \| \| \| \| Feldbahnhof Sieniawa \| |           |                                     |                                     |
| Bahnhof quer |           | Bahnstrecke Nr. 68 Lublin–Przeworsk | Bahnstrecke Nr. 68 Lublin–Przeworsk |
| Kopfbahnhof Streckenanfang (Strecke außer Betrieb)                                                               |           | Feldbahnhof Tryńcza                 | Feldbahnhof Tryńcza                 |
| Kopfbahnhof Streckenende (Strecke außer Betrieb)                                                                 |           | Feldbahnhof Sieniawa                | Feldbahnhof Sieniawa                |

Die Feldbahn Tryńcza war eine während des Ersten Weltkriegs von den österreichisch-ungarischen Landstreitkräften verlegte und betriebene militärische Feldbahn von Tryńcza nach Sieniawa in Polen.

## Zweck
Die Bahn diente im Mai 1915 bei der Vorbereitung der Schlacht bei Gorlice-Tarnów allem dem Munitionstransport, dem Transport von Nachschub, einschließlich der Feldküchen und Trinkwasserfässer, sowie der Beförderung von Offizieren. 

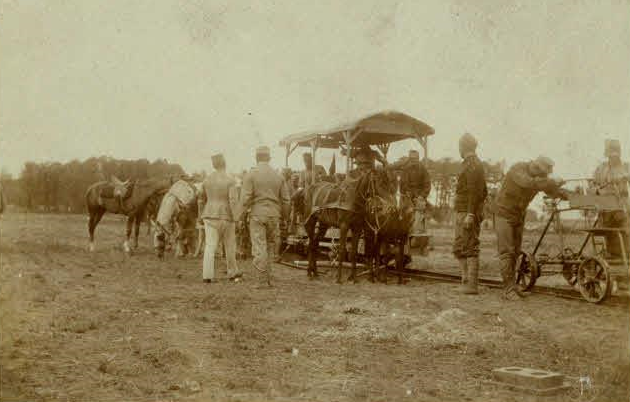
Feldbahn in Tryńcza, Mai 1915
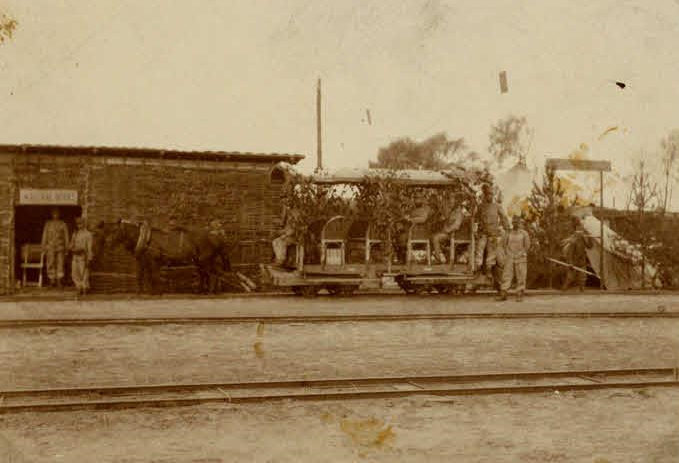
Feldbahnhof Tryńcza, Mai 1915

## Betrieb
Die Güterwagen wurden von Pferden gezogen, wofür auf jeden Drehgestell-Güterwagen jeweils ein ungeschälter Baumstamm quer zur Fahrtrichtung gelegt wurde. In Folge der Tarnung, auf die beim Betrieb größter Wert gelegt wurde, blieb der Güterverkehr daher vom Feind meist unbemerkt, was zu taktischen Vorteilen führte. Für den Personentransport standen von Pferden gezogene offene Personenwagen sowie Schienenfahrräder zur Verfügung.

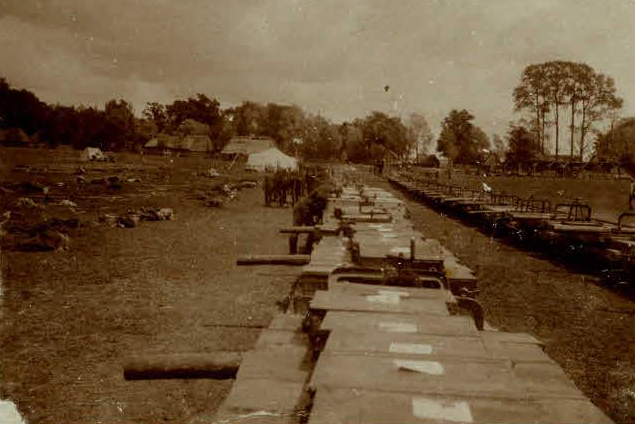
Feldbahn in Tryńcza, Mai 1915
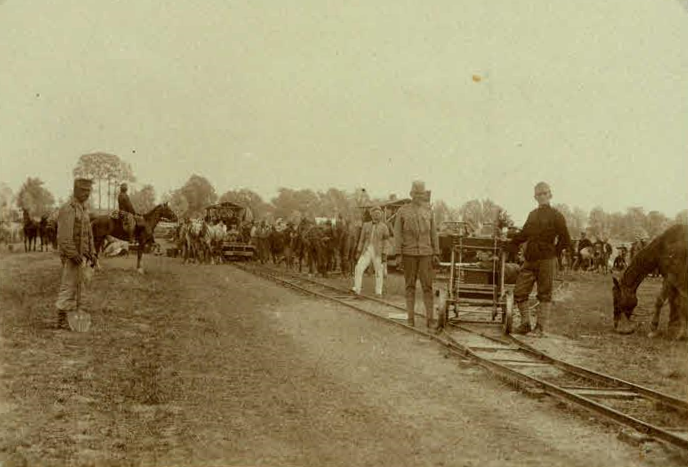
Feldbahnhof Tryńcza, Mai 1915